# 高台子街道
高台子街道，是中华人民共和国内蒙古自治区呼伦贝尔市扎兰屯市下辖的一个乡镇级行政单位。

## 行政区划
高台子街道下辖以下地区：
建设社区、糖厂社区、鲜光村、高台子村、近郊村、尖山子村、沙里沟村和呼伦贝尔市岭东工业园区。